# Lüttow-Valluhn
Lüttow-Valluhn là một đô thị ở huyện of Ludwigslust, bang Mecklenburg-Vorpommern, Đức. Đô thị này có diện tích 24,3 km², dân số thời điểm 31 tháng 12 là 802 người.